# 小野神社 (厚木市)
小野神社（おのじんじゃ）は、神奈川県厚木市小野に鎮座する神社。延長5年（927年）の『延喜式神名帳』に記載されている相模国の延喜式内社十三社の内の一社（小社）とされる。

## 祭神
- 日本武命
- （天下春命）

## 由緒・歴史
当社の創建時期は不明であるが、『延喜式神名帳』において「相模国十三座（式内社）の内 愛甲郡一座小野神社」と記されているように、古くから小野の地に鎮座する神社である。当地域は古くより「小野の里」と呼ばれ、『和名類聚抄』にも記載されている愛甲郡「玉川郷」の中心地であった。霊亀2年（716年）、奈良時代の高僧である行基が薬師如来の像を刻んで当社に奉安したと社伝により今に伝えられている。
鎌倉時代には、源頼朝以来三代に渡り御家人として将軍に仕え弓の名手として名高い、愛甲村に館を置く愛甲三郎季隆が当社を篤く信仰していた（季隆を筆頭に愛甲家全体でも崇拝されていた）。古い納札には建久5年（1194年）に当社を再興した記録があり、その時の願主に愛甲三郎季隆の名があり、また鎌倉幕府政所長官の大江膳大夫廣元の名も残っている（以降、社殿は現在までに五回改められている）。なお、愛甲氏の本家である横山氏は小野妹子の子孫といわれている。

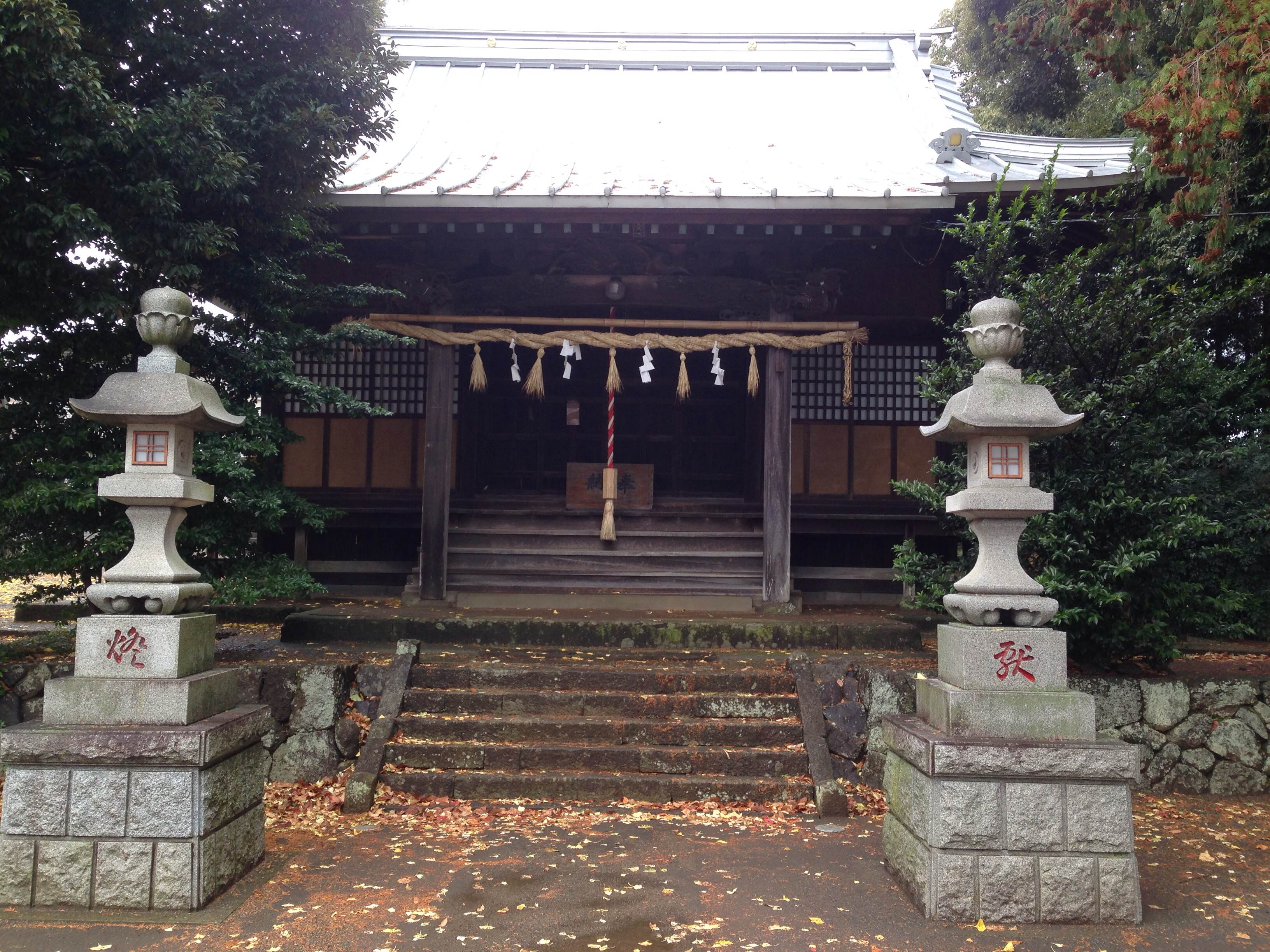
拝殿

その後、江戸時代末期にはわずかに鎮座地の転社（移転）が行われ（転社の歴史については「#旧社地」を参照）、また明治6年（1873年）には郷社（近代社格制度）に列せられている。拝殿はそれまで藁葺屋根（嘉永元年（1848年）築）であったが、昭和43年（1968年）には鉄板葺に替えられている。
扁額に現在も残っている「閑香大明神」は江戸時代に称していた名で、小野の「閑香さま」と一般には呼ばれていた。江戸時代に編纂された『新編相模国風土記稿』からは、当時の社名が「閑香大明神」、祭神は「下春命」であったことがうかがえる。祭神が現在の日本武命となったのは明治時代に入ってからで、「日本武尊が東国に遠征する際に野火の焼きうちにあった」という『古事記』の記述の地が、小野と関係するとされたことによる。

## 境内
境内（拝殿横・本殿裏手）には旧社標等や以下の社（境内社）がある。

### 境内社
- 八坂神社
- 春日神社
- 淡島神社
- 阿羅波婆枳神社
- 日枝神社
- 古登比羅神社
- 稲荷神社

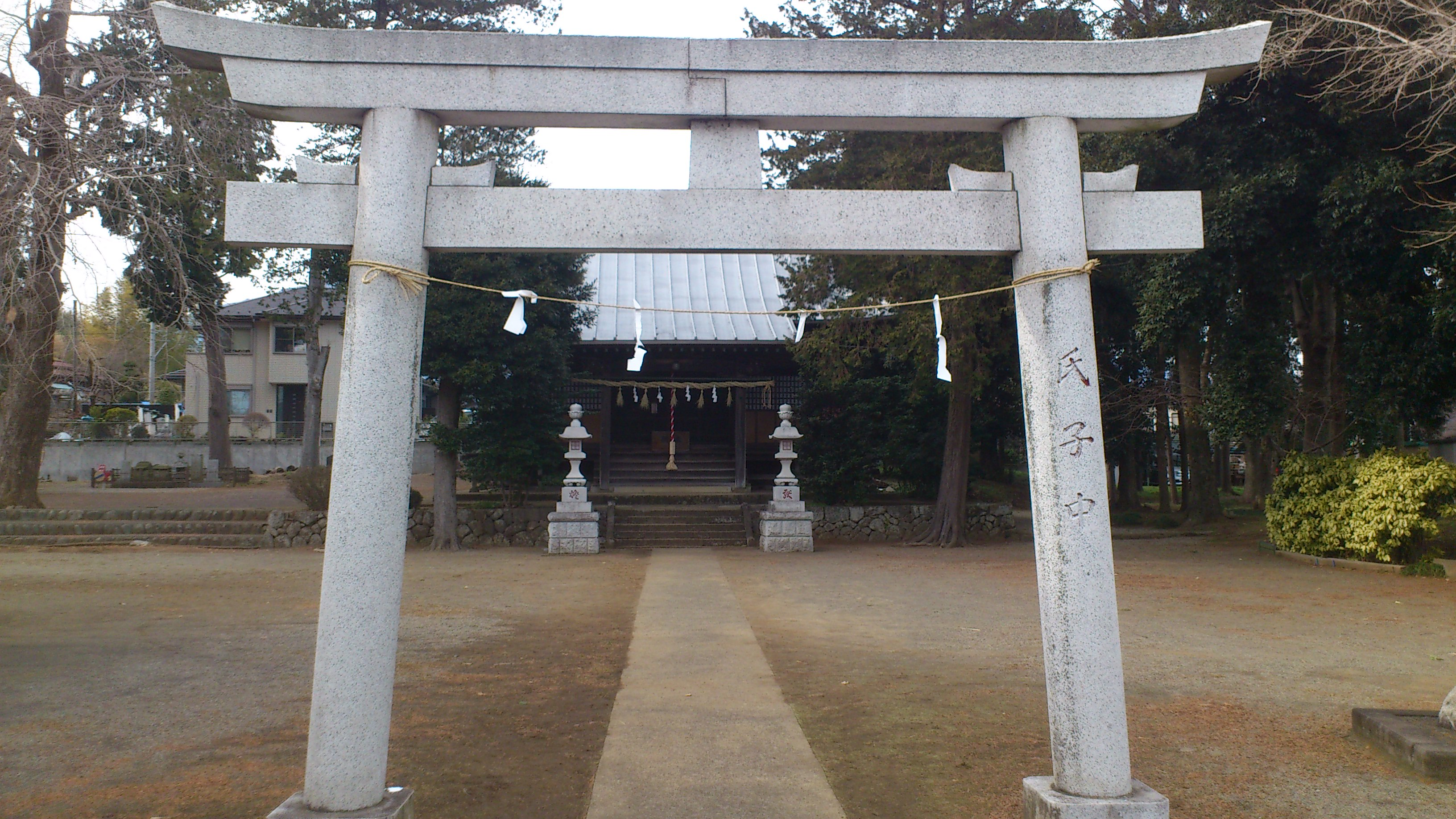
鳥居
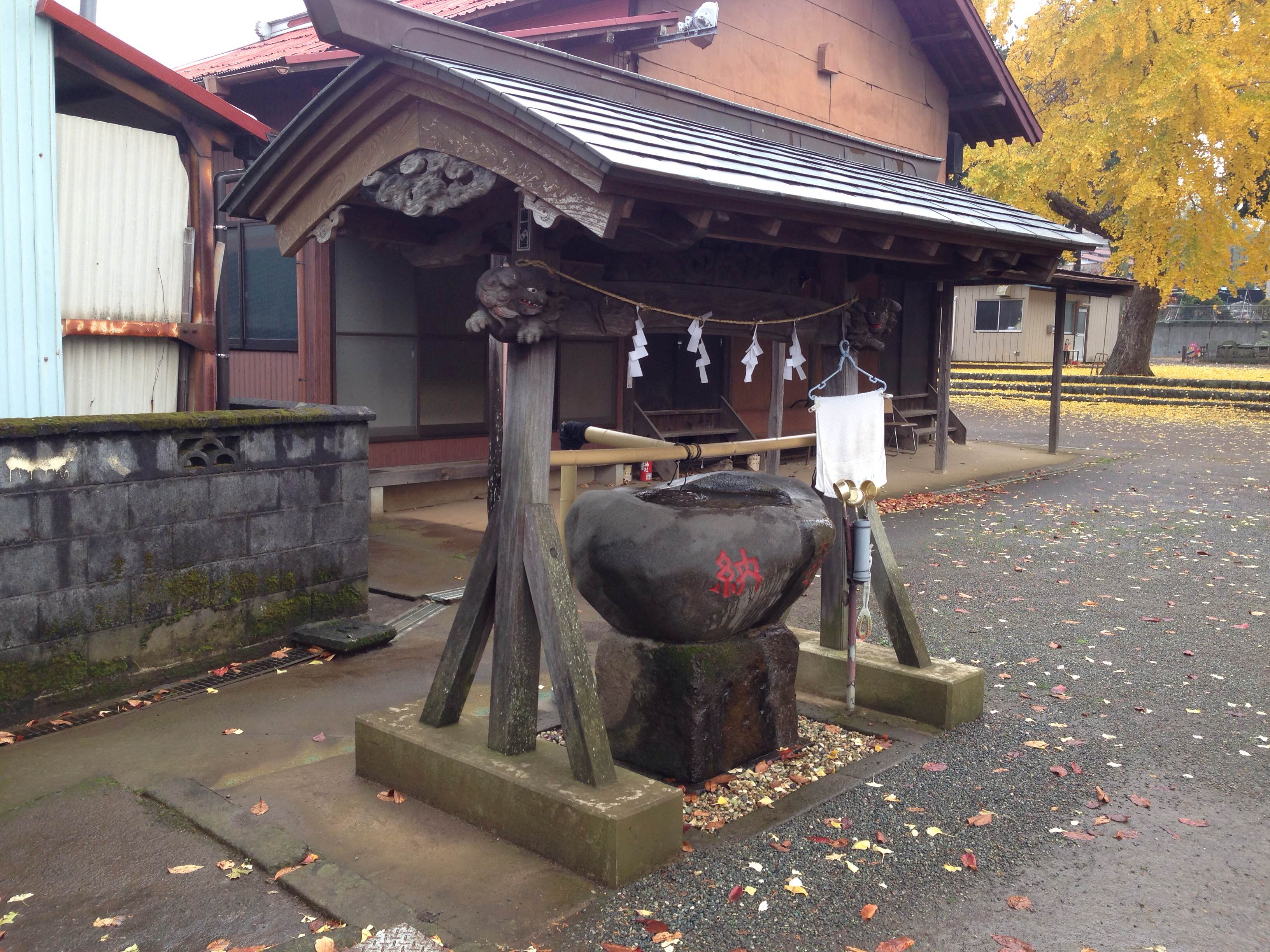
手水舎
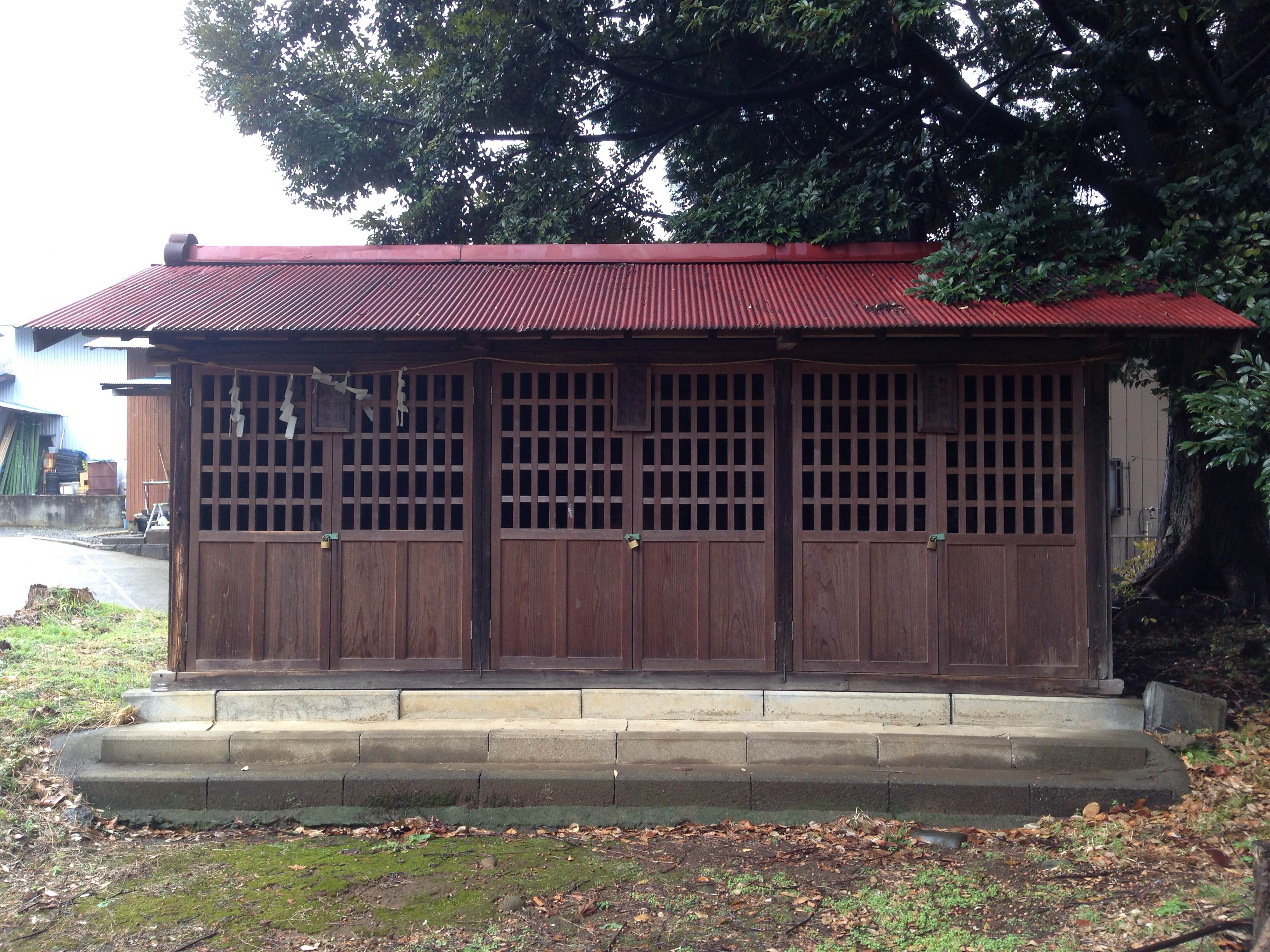
境内社
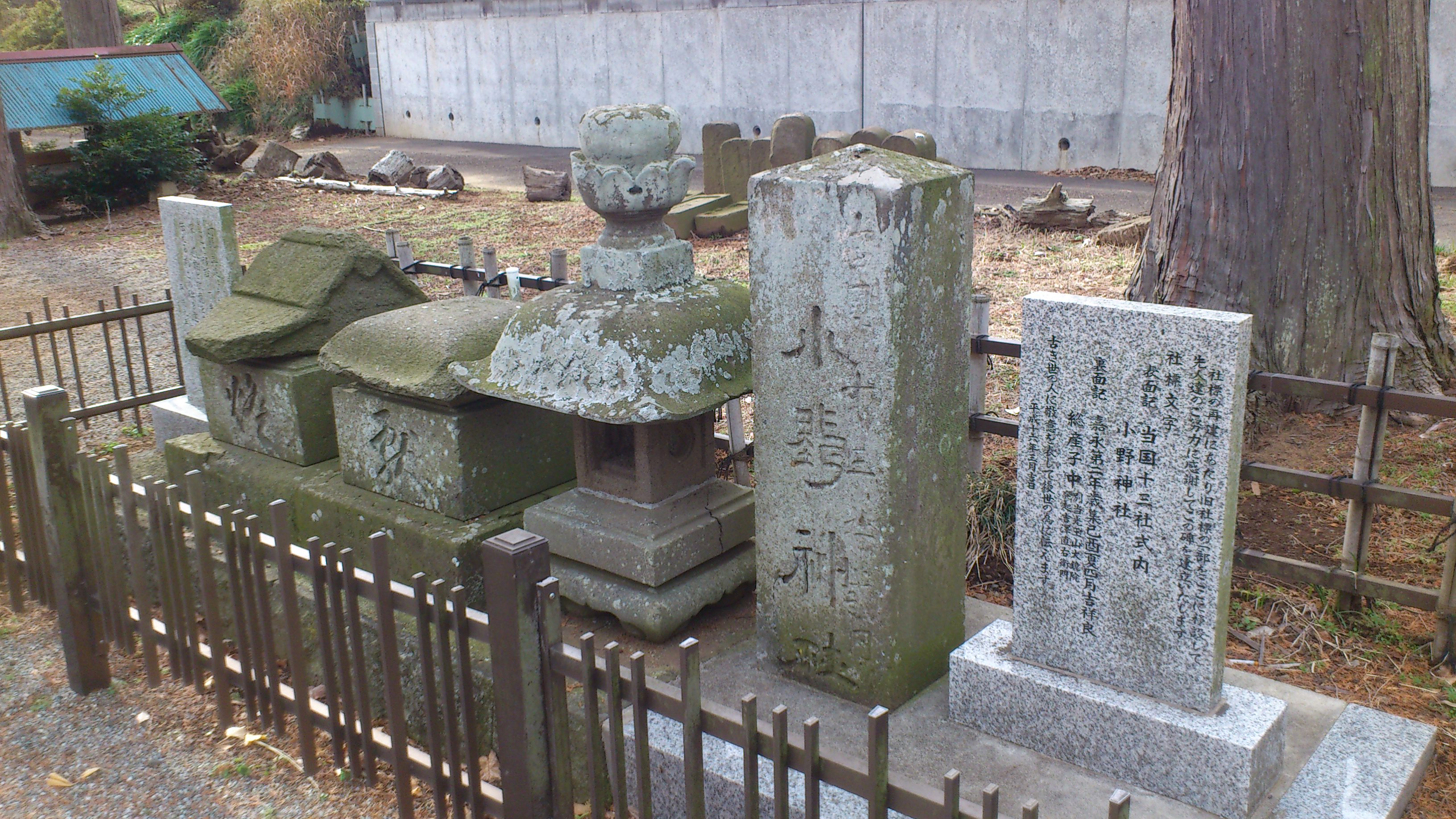
旧社標（嘉永2年（1849年）造）等

## 祭礼
- 1月1日 - 元旦祭
- 2月17日 - 祈年祭（春祭）
- 3月21日 - 春季皇霊祭
- 4月21日 - 例祭（大祭）
- 7月13日 - 天王祭（天王さん）
- 9月23日 - 秋季皇霊祭
- 11月23日 - 新嘗祭（秋祭）
- 12月25日 - 大祓

## 旧社地
当社は元々、現在の場所より西南方向に200メートル程いったところにある丘陵（通称"神の山"）に位置していた。転社（移転）時期は嘉永年間（1848〜1854年）の初頭頃と考えられている。なお、現在では丘陵は私有地（個人の所有地）となっており、当社に代わって秋葉神社の小祠が鎮座している（この小祠自体は、当社の転社後に建てられたものと思われる）。

## 交通
- 小田急小田原線の本厚木駅（厚木バスセンター）より神奈中バス（厚43・45「森の里」行き）、「小野宮前」下車、徒歩3分。

## 周辺
以下は厚木市教育委員会によって当社前に設置されている「あつぎの文化財獨（ひとり）案内板（ふるさと時空探訪モデルコース）」より、紹介されている当社以外の寺社、遺跡・古墳などスポット9箇所を掲載する。
- 小町神社 – 当社の北西に位置する、小町緑地内（小高い丘）の頂に鎮座する神社。小野小町にまつわる伝承がある。
- 子安神社 – 岡津古久379
- 龍潭山（りゅうたんざん）聞修寺 – 小野1221
- 法悟山吉祥寺 – 岡津古久854。臨済宗南禅寺派
- 祥雲山龍鳳寺 – 小野1201
  - 若宮八幡宮
- 左近塚
- 岡津古久遺跡（1974年発掘調査、後の開発により消滅）
- 島残古墳群
- 柳亭布丈句碑

## 備考
現在、厚木市愛甲の熊野神社が当社の管理を兼務しているが、熊野神社にも神職が不在であることが多いため、御朱印等については事前に問い合わせした方がよい（2017年1月2日確認）。